# Акантові
Акантові (Acantháceae) — родина дводольних рослин порядку губоцвіті.

## Систематика

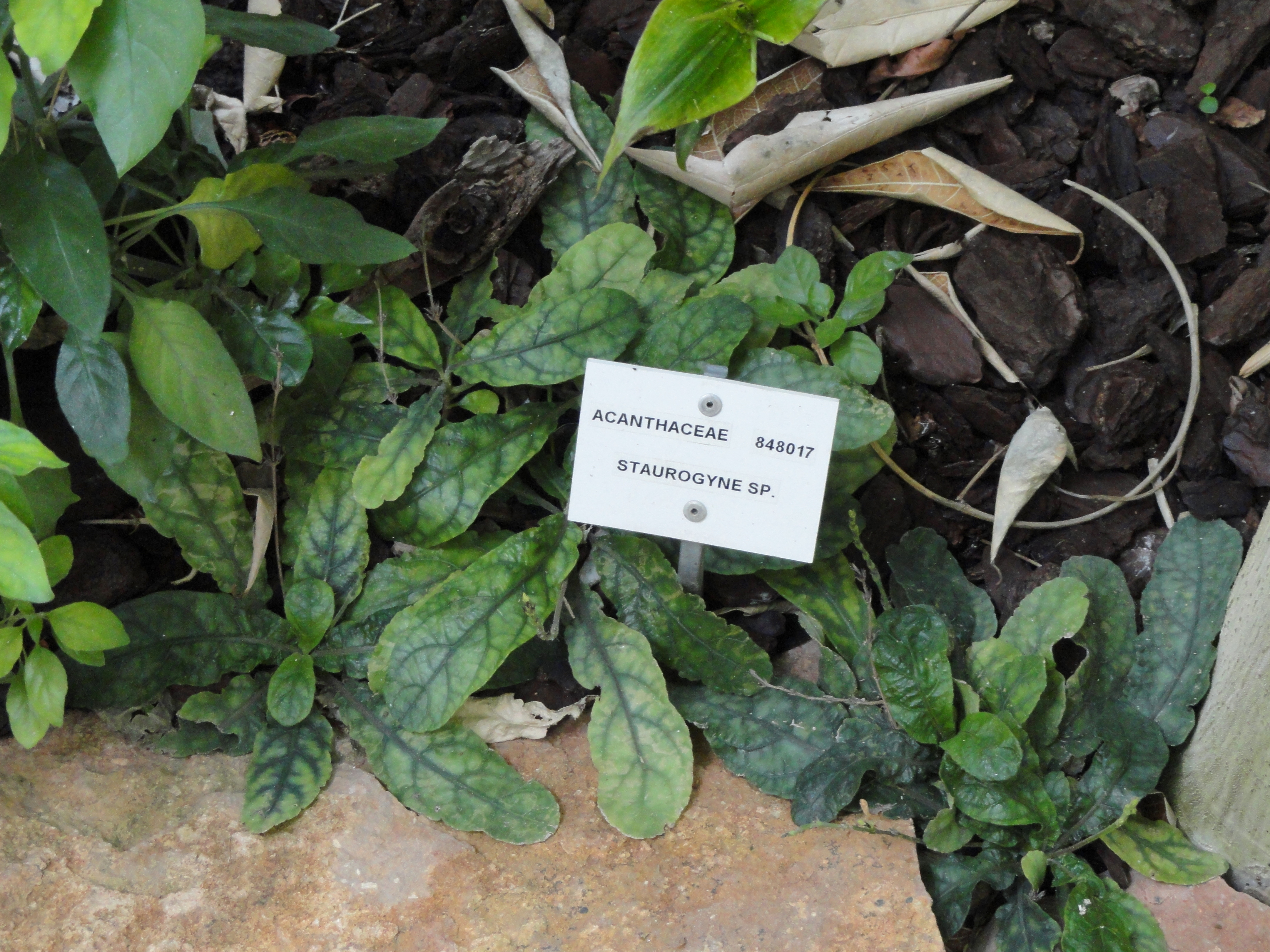
Staurogyne

За даними спільного інтернет-проекту Королівських ботанічних садів у К'ю і Міссурійського ботанічного саду «The Plant List» родина налічує близько 242 родів (докладніше див. Список родів родини акантових) і майже 4000 видів.

## Опис

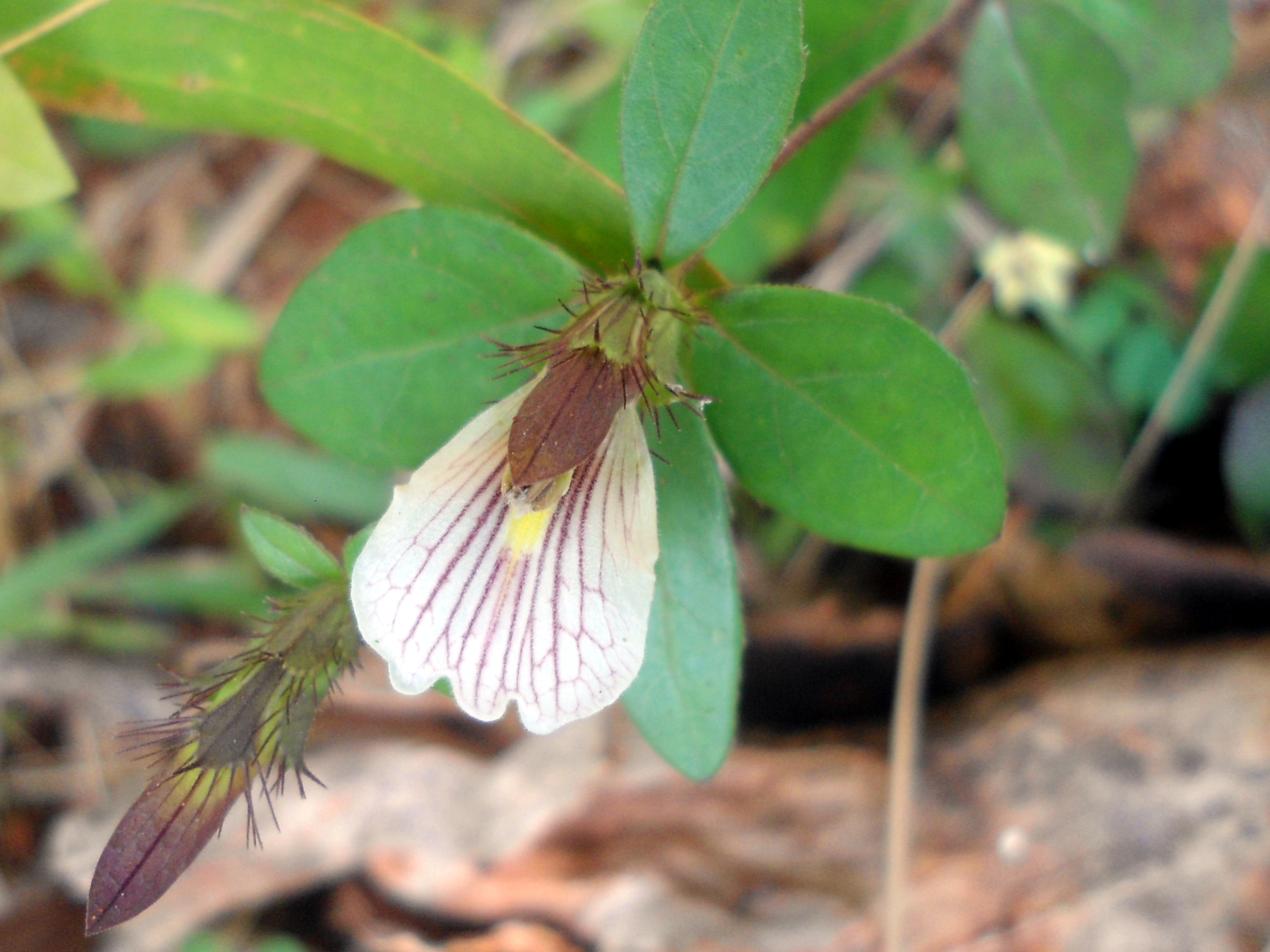
Blepharis

Більшість із них є тропічними травами, чагарниками чи звивчастими лозами; деякі — епіфіти.

## Поширення
Чотири основних центри їх поширення: Індонезія й Малайзія, Африка, Бразилія і Центральна Америка. Представників цієї родини можна знайти майже в кожному середовищі існування, у тому числі в щільних або відкритих лісах, серед чагарників, на вологих полях і долинах, морському узбережжі і в інших морських районах: боліах і мангрових лісах, ростуть чи не у всіх біомах, але тільки декілька видів цих рослин трапляються в помірному поясі.

## Посилання

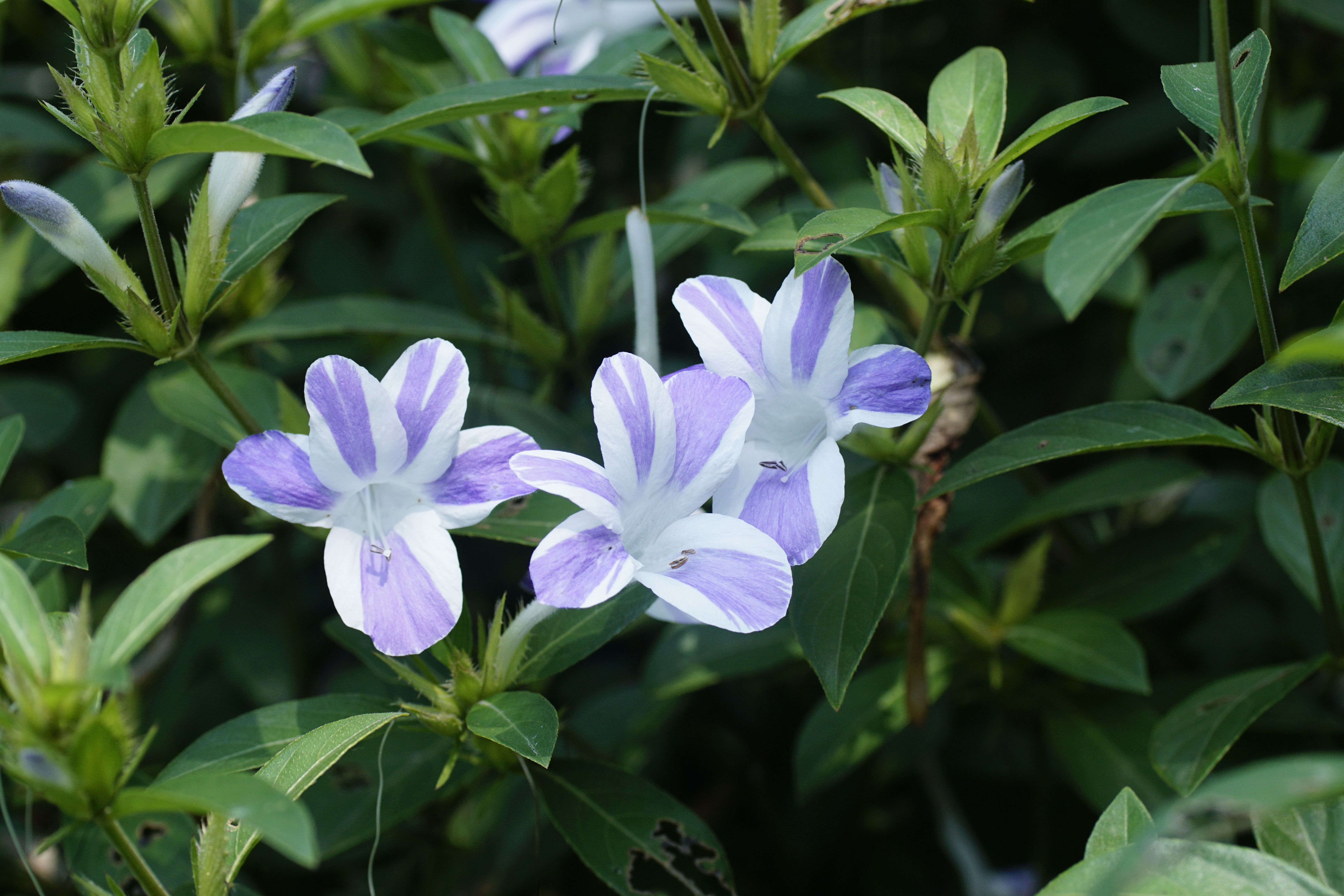
Barleria